# Richvald
Richvald je obec na Slovensku v okrese Bardejov. Žije zde 996 obyvatel, první písemná zmínka pochází z roku 1325. Nachází se zde evangelický kostel, který byl vybudován v letech 2000 až 2003 náhradou za původní evangelický kostel dokončený v roce 1907, a starobylý římskokatolický kostel svatého Bartoloměje z druhé poloviny 14. století (národní kulturní památka Slovenské republiky).